# Sua Eminência
Sua Eminência (SE), em inglês:  Her Eminence (HE),em castelhano:  Su Eminencia (SE), em francês:  Son  Éminence (SE) é um tratamento usado pelos cardeais da Igreja Católica.